# Siculodopsis flaviceps
Siculodopsis flaviceps är en fjärilsart som beskrevs av W. Warren 1897. Siculodopsis flaviceps ingår i släktet Siculodopsis och familjen Uraniidae. Inga underarter finns listade i Catalogue of Life.